# Henri Levée

a Compétitions nationales et continentales officielles uniquement.

b Matchs officiels uniquement.
Dernière mise à jour le 7 mai 2011.
Henri Levée, né le 17 mars 1885 à Paris et décédé le 26 mars 1943 en déportation à Sachsenhausen, est un joueur français de rugby à XV, qui joue avec l'équipe de France au poste de centre. 

## Carrière
Il dispute le premier match officiel du XV de France le 1er janvier 1906 face aux All Blacks alors en tournée européenne. Henri Levée joue un seul test match avec la sélection tricolore alors qu'il évoluait en club au Racing club de France.
« Allan Muhr... mourut... dans un camp de concentration, tout comme notre trois-quarts centre à ce match, Henri Levée. » se souvient Jacques Duffourcq. 

## Statistiques en équipe nationale
- une sélection en équipe de France en 1906

### Matchs internationaux
| #  | Date             | Lieu                     | Adversaire       | Résultat | Points marqués | Competition |
| -- | ---------------- | ------------------------ | ---------------- | -------- | -------------- | ----------- |
| 1. | 1er janvier 1906 | Parc des Princes (Paris) | Nouvelle-Zélande | 8-38     | 0 point        | Test match  |